# Ludwig von Liebenstein
Ludwig August Friedrich Freiherr von Liebenstein (Birkenfeld, 27 de novembro de 1781 – Durlach, 26 de março de 1824) foi um funcionário do Grão-Ducado de Baden.

## Vida e obras

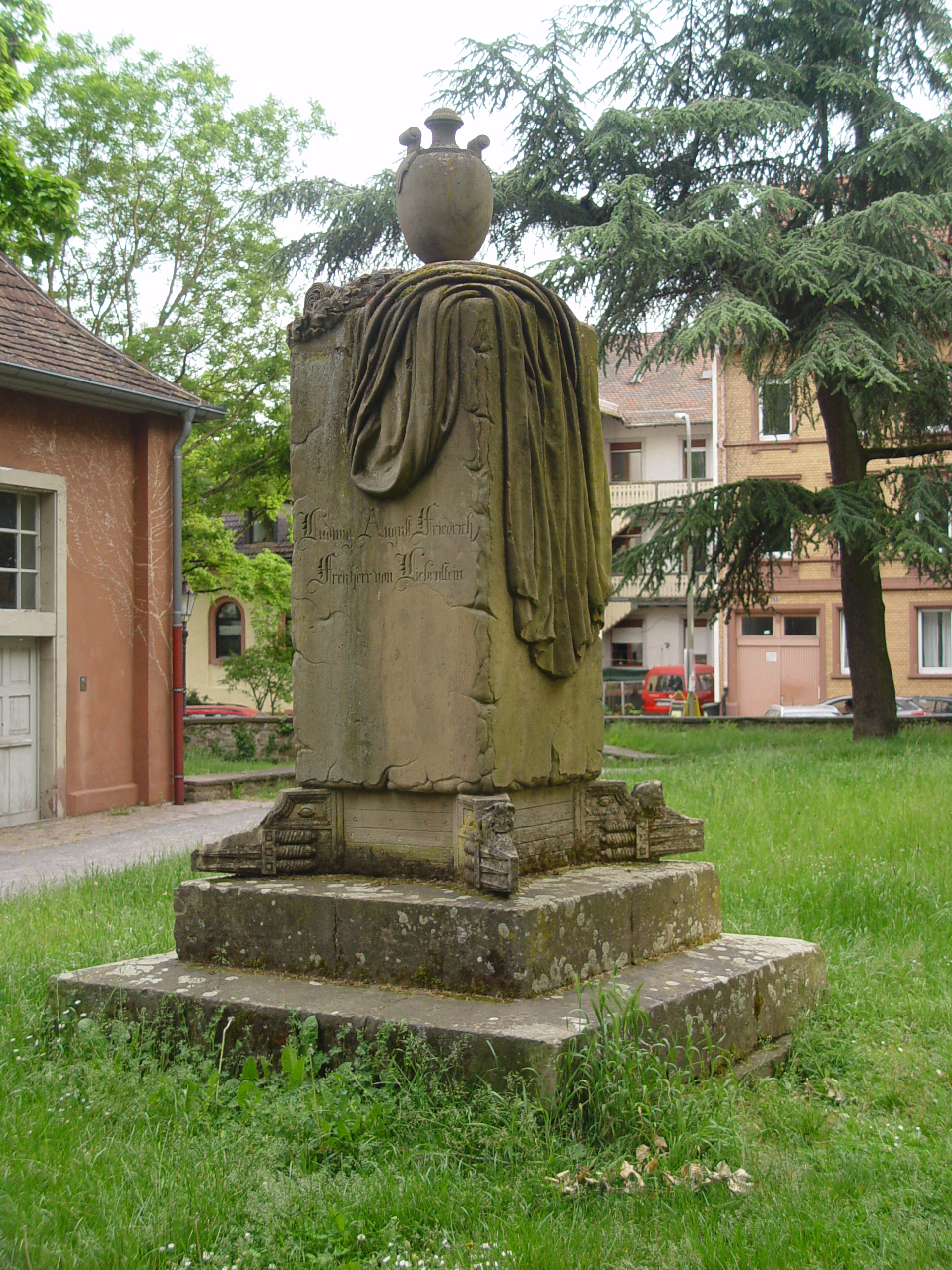
Sepultura de Ludwig Freiherr von Liebenstein no Alter Friedhof Durlach

Ludwig von Liebenstein estudou ciência do direito na Universidade de Halle-Wittenberg, Universidade de Jena, Universidade de Göttingen e Universidade de Heidelberg. Em 1800, tornou-se membro da corporação estudantil Corps Guestphalia Halle. Depois de concluir o ensino superior, foi trabalhar como funcionário público na sede do concelho de Emmendingen, no estado de Baden. Em 1807, ele se tornou juiz do tribunal e um ano depois, foi transferido para Mannheim. Em 1809, foi nomeado diretor administrativo em Wertheim. Após uma breve interrupção do serviço estatal, von Liebenstein se tornou prefeito de Hornberg em 1811. Em 1812 transferiu-se para a prefeitura de Lahr.
Em 1819 foi eleito deputado da câmara baixa pelo distrito eleitoral de Emmendingen, e participou da primeira sessão do parlamento do Grão-Ducado de Baden, em Karlsruhe. Von Liebenstein defendeu a separação do poder judiciário e da administração pública, dos processos judiciais públicos e da oralidade, bem como a liberdade de imprensa e dos tribunais do júri.
Em 1821 foi nomeado para o Ministério do Interior, mas devido a sua posição oposicionista no parlamento de 1821, foi transferido para o cargo de diretor das circunscrições de Murg e Pfinz, em Durlach. A câmara baixa então o elegeu para ser seu vice-presidente. Seu túmulo está situado em frente ao lado ocidental da Nikolauskapelle no Alter Friedhof Durlach.

## Obras selecionadas
- Über stehende Heere und Landwehr. Karlsruhe 1817.
- Der Krieg Napoleons gegen Rußland in den Jahren 1812 und 1813. 2 volumes. Frankfurt 1819.